# تعويض مؤجل غير مشروط
تعتبر مسألة وجود خطة تعويض مشروطة أو غير مشروطة في الولايات المتحدة بموجب قانون الإيرادات الداخلية (آي آر سي) مسألة ضرائب في المقام الأول. يفضل خصم نفقات أي عمل من الدخل نفسه ما يقلل الدخل الخاضع للضريبة، تستوفي المصاريف القابلة للخصم (المشروطة) الاختبارات المطلوبة من قبل آي آر سي، أما المصاريف التي لا تستوفي تلك الاختبارات فتُعد غير مشروطة وتكون غير قابلة للخصم بالرغم من تحمل الشركة للمصاريف إلا أن مبلغ هذه النفقات يبقى جزءاً من الدخل الخاضع للضريبة. تحاول الشركات في معظم الحالات تلبية المتطلبات لتكون نفقات أعمالها قابلة للخصم.
تعمل خطة أو اتفاقية التعويض المؤجل غير المثبت ببساطة على تأجيل دفع جزء من تعويض الموظف إلى تاريخ لاحق مع الاحتفاظ بالمبالغ (المؤجلة) أثناء عمل الموظف لصالح الشركة مع دفعها له عند فصله من العمل أو تعطيله أو وفاته ..إلخ. أحد المفاتيح الهامة لضمان تصميم خطة تعويض مؤجل غير مشروط هو أن الموظف لن يُطلب منه دفع ضريبة الدخل على تلك المبالغ المؤجلة حتى تُدفع المبالغ بالفعل للموظف.

## المبادئ الرئيسية
يمكننا تحليل كل كلمة في وصف خطة التعويض المؤجل غير المشروط:
- خطة: يمكن وضع خطة تعويض مؤجل غير مشروط لفرد واحد (على سبيل المثال: اتفاقية لموظف واحد) أو يمكن إنشاؤها لعدد كبير من الأفراد المختارين وفقاً لتقديرات الشركة (على سبيل المثال: خطة تعويض تخص جميع موظفي الشركة بأجر كبير). يمكن أيضاً إنشاء ترتيب تعويض مؤجل عير مشروط لمتعاقد مستقل بما في ذلك أعضاء مجلس الإدارة.
- التعويض: يمكن للموظف تأجيل الراتب أو العلاوات العادية أو أي نوع آخر من التعويضات لوقت لاحق. يحصل الموظفون ذوو الرتب الوظيفية العالية في التسلسل الهرمي للشركات في بعض الأحيان على تعويض إضافي مقدم من صاحب العمل كتمويل أو مكافأة على الأعمال التي يقدمها في منصبه.
- المؤجل: يؤخَّر استلام الموظف للتعويض إلى تاريخ لاحق (على سبيل المثال عند بلوغه سن التقاعد الطبيعي).
- غير مشروط: لا تفي الخطة «غير المشروطة» بجميع المتطلبات الفنية المفروضة على «الخطط المشروطة» (مثل خطط المعاشات وتقاسم الأرباح حسب آي آر سي أو قانون تأمين دخل التقاعد للموظف ومع ذلك فهي مططلوبة لتلبية متطلبات آي آر سي.

## أنواع الخطط
هناك نوعان رئيسيان من خطط التعويض المؤجل غير المشروط:

### خطط التأجيل الاختيارية
يختار الموظف بموجب خطة التأجيل الاختيارية تأجيل جزء من التعويض الذي يحق له الحصول عليه حالياً. يُضمَّن الاختيار في اتفاق مكتوب يحدد مبلغ العلاوة أو المكافأة أو العمولة أو التأجيلات الأخرى مع وقت وطريقة الدفع مثلما يحدث عند تحديد راتب التقاعد.

### خطط المنافع الإضافية
يُبرم صاحب العمل اتفاقاً ملزماً قانوناً بموجب خطة المنافع الإضافية من أجل دفع تعويض إضافي (تعويض مضاف للراتب الإضافي والمكافأة) يُدفع عادة عند التقاعد.
وغالباً ما تسمى هذه الخطط «خطط التقاعد التنفيذي الإضافي (س إي آر بي)». تُصمم خطط التقاعد المؤقتة غالباً كخطط معاشات منافع محددة إما كخطة قائمة بحد ذاتها أو مقترنة بخطة معاش مؤهلة.

## هيكلية الفائدة المرنة
توفر خطط التعويض المؤجلة مرونة مريحة لكل من صاحب العمل والموظف
المبالغ المؤجلة المقيدة في الحساب: توفر خطط التعويض المؤجلة غير الممولة أرضية لفوائد مرنة للغاية مقارنة بخطط التقاعد المثبتة وحتى بعد إقرار قانون الإيرادات الداخلية الجديد.
الخطط المسنودة للحساب: تضاف التأجيلات الاختيارية إلى حساب بنكي باسم المشترك مع مساهمات الشركة، ويمكن أن تضاف الأرباح إلى الخطة بفائدة محددة أو بمعدل مرن أو تعامل كما لو أن المبالغ المؤجلة استُثمرت في استثمارات محددة يساعد بها الموظف.
الخطط غير الخاصة بالحساب (خطط المنافع المحددة): قد يكون المبلغ المستحق في بعض الأحيان مبلغاً محدداً بالدولار يُدفع بشكل سنوي بعد التقاعد أو إنهاء الخدمة. تستمر المدفوعات على هذا النحو المحدد بالخطة والتي تكون عادة على مدار حياة الموظف أو الحياة المشتركة للموظف وزوجته.

### اختيار توقيت خطط التعويض المؤجلة
يجب أن تكون خطط التعويض المؤجلة عموماً مسجلة لدى صاحب العمل قبل أن يكون للموظف حقاً ملزماً قانوناً بالتعويض. تُسجل اتفاقية التعويض قبل رواتب السنة التقويمية مع الحصول على العمولات والمكافآت.
يُتفق أيضاً على أنواع أخرى معينة من التعويضات مثل الأجر القائم على الأداء المكتسب خلال 12 شهرًا أو أكثر والحقوق الخاضعة للمصادرة وما إلى ذلك مثل عدد ساعات العمل والعمل الإضافي والمكافآت الفورية ومكافآت المشاريع وتعويضات إنهاء الخدمة في وقت منح التعويض أو المفاوضات.

## الخطط غير الممولة
يجوز لصاحب العمل دفع التأمين مع خطط التعويض المؤجل غير الممولة للمساعدة في الوفاء بالتزاماته ولكن خطة التعويض المؤجل غير المثبتة يجب ألا تربط مبلغ المنافع المباشرة بالمبالغ المستحقة بموجب بوليصة التأمين على الحياة. لاحظ أن الموظف يجب أن يتمتع فقط بحقوق الدائن العام غير المضمون.

## فقدان المنافع
تتتضمن بعض الأحكام الشائعة والمتعلقة بفقدان المنافع في خطط التعويضات المؤجلة غير الممولة ما يلي :
- إنهاء التوظيف قبل تاريخ تعيين محدد في حال كانت الخطة تحتوي على أحكام تقديرية.
- في حال إنهاء الموظف خدمته قبل بلوغ سن التقاعد الطبيعي أو الوفاة أو العجز.
- إذا أُدّى سبب معين لإيقاف عمل الموظف فإنه يُحرم من المنافع.
- تُضمَّن أحكام المصادرة فقط إذا كانت المبالغ المؤجلة هي منافع تكميلية مقدمة من صاحب العمل وبشكل عام لن يقوم الموظف بتأجيل التعويض طوعاً في حال كان هناك خطر على منصبه أو شعر أنه سيخسر هذا المبلغ.

## عواقب ضريبة الدخل على الموظفين
إذا صُممت الخطة بشكل صحيح فلن يُدرَج التعويض ضمن الدخل الخاضع للضريبة الخاص بالموظف حتى يُدفع له بموجب شروط الخطة. تختلف الضرائب المفروضة على دخل الدولة وفرض الضرائب على العمالة في توقيتها عن ضريبة الدخل الفيدرالية.

### لا يتطلب اتفاق الدفع فرض ضرائب فورية
بالرغم من قيام الأفراد (باعتبارهم دافعي ضرائب على أساس نقدي) بتضمين مبالغ في الدخل الخاضع للضريبة فإن الفرد يخضع للضريبة على المبلغ عند استلام المبلغ فعلياً بموجب «مبدأ الاستلام البنّاء» عندما يتاح له أو لها ليستفيد منها في أي وقت. على سبيل المثال في حال تلقى الفرد شيكاً مقابل الخدمات المنجزة في عام 2008 فلن يتمكن من الاحتفاظ بالشيك ليصرفه في عام 2009 مع تأجيل الضريبة على المبلغ من 2008 ل2009. تنص لوائح الخزانة النقدية المعمول بها على أن المبلغ لم يُتلقَّ في حال خضعت صلاحيات دافع الضرائب على الشيك لقيود جوهرية. في حال تلقى دافع الضرائب مبلغاً يتعلق بظروف قضية معينة فإن مبدأ الاستلام البنّاء لا يتطلب فرض ضرائب فورية عندما يكون تنظيم التعويض المؤجل غير المشروط منظماً بشكل صحيح.
يُعتبر الموظف دائنًا غير مشروط عندما لا يتلقى أي فائدة آنية أثناء ترتيب التعويض المؤجل غير المشروط. تُضمن الفوائد ضمن الدخل الخاضع للضريبة عندما تُدفع أو تتاح، أو حسب الأقرب منهما.

### مذهب المنفعة الاقتصادية لا يتطلب فرض ضرائب فورية
تُفرض الضرائب بموجب مبدأ المنفعة الاقتصادية على الموظف على بعض الحقوق في حال تمتع الموظف بالمزايا الاقتصادية من تلك الحقوق. تُدرج المنافع بموجب هذا المبدأ في إجمالي الدخل عندما تُحول الأصول دون قيد أو شرط لصندوق الاستفادة الوحيد للموظف ليعتبر الموظف مصلحة مكتسبة غير قابلة للاثبات. ذكرت المحكمة أن مبدأ المنفعة الاقتصادية لا يُطبق إلا إذا كان وعد صاحب العمل قابل للتقييم، من المنفعة الاقتصادية الحالية أن يكون قادراً على التقييم عندما يقدم صاحب العمل مساهمة في خطة التعويض المؤجل للمريض إذ يجب أن تكون 1- غير قابلة للزيادة 2- متاحة للموظف بالكامل 3- متضمنة ضد دائني صاحب العمل بموجب ترتيب ائتماني.

### لا تتطلب المادة 83 فرض ضرائب فورية
لا تتطلب المادة 83 فرض ضريبة فورية ولكنها تُضمن قيمة الممتلكات المنقولة للموظف العادي أو المستقل مقابل الخدمات المقدمة ضمن الدخل، عندما تصبح الممتلكات قابلة للتحويل أو لم تعد تحت خطر المصادرة يعد الوعد غير الممول وغير المضمون بدفع أموال أو تقديم ممتلكات في المستقبل، بالتالي طالما كان وعد صاحب العمل يتبع للخطة «غير الممولة وغير المضمونة» فإن المادة 83 لن تُطبق ولن تتسبب في فرض ضرائب قبل دفع الاستحقاقات. تُعتبر المنافع بموجب خطة التعويض المؤجل غير المشروط «غير ممولة» ما دام الموظف لا يمتلك حقوقاً في أي أصول محددة لصاحب العمل وتخضع المبالغ المؤجلة لمطالبات الدائنين العامين لصاحب العمل أيضًا والموظف لا يملك سلطة لتقرير حقوقه. تبقى الفوائد «غير مضمونة» طالما أن الموظف يُعتبر مجرد دائن عام للشركة.